# Complexo de perseguição cristão
O complexo de perseguição cristã, também referido como cristofobia em alguns contextos, é a crença, atitude ou visão de mundo segundo a qual os valores cristãos e os cristãos são oprimidos por grupos sociais, governos ou instituições, especialmente no mundo ocidental. Essa percepção é promovida por algumas igrejas protestantes nos Estados Unidos, por certos grupos cristãos ou baseados na Bíblia na Europa e, no Brasil, associada a discursos de setores conservadores, incluindo a bancada evangélica. O conceito também é conhecido como "complexo de perseguição evangélico" ou "complexo de perseguição da direita cristã".

## Origens históricas
A historiadora do Novo Testamento Candida Moss sugere que o complexo de perseguição cristã surgiu no cristianismo primitivo devido a dinâmicas de política de identidade internas à comunidade cristã. Segundo Moss, a ideia de perseguição é central à cosmovisão cristã, criando a percepção de que os cristãos são uma minoria em constante conflito, mesmo quando numericamente dominantes. Essa visão baseia-se em uma perspectiva maniqueísta, que divide o mundo em dois polos opostos: um liderado por Deus e outro por Satanás, onde qualquer diálogo com o "outro" é interpretado como colaboração com o mal. O historiador medieval Paul Cavill argumenta que o Novo Testamento apresenta a perseguição como um aspecto inerente à experiência cristã.

## Século XX
Segundo a pesquisadora Elizabeth Castelli, o complexo de perseguição ganhou força nos Estados Unidos a partir de meados do século XX, após decisões judiciais que restringiram práticas religiosas em espaços públicos, como orações obrigatórias em escolas. Essas decisões foram vistas por alguns grupos cristãos como uma tentativa de excluir Deus da esfera pública. A adoção da Lei Internacional de Liberdade Religiosa de 1998 como política externa dos EUA reforçou essa narrativa, utilizando a linguagem da perseguição religiosa para limitar debates políticos, caracterizando críticas ao cristianismo como intolerância. A figura do mártir é frequentemente evocada como símbolo de autoridade religiosa e política.

## Século XXI
Os ataques de 11 de setembro intensificaram o complexo de perseguição, especialmente entre grupos conservadores. Nos Estados Unidos, políticos conservadores associam políticas públicas, como os direitos de pessoas LGBT ou o mandato de contraceptivos da Lei de Cuidados Acessíveis, a ataques contra o cristianismo. A decisão da Suprema Corte no caso Burwell v. Hobby Lobby Stores, Inc. (2014), que isentou empresas com objeções religiosas de cumprir o mandato de contraceptivos, reflete essa tensão.
Na Europa, o complexo é mais evidente entre movimentos nacionalistas que percebem o avanço do Islã e do secularismo como ameaças à "identidade cristã" do continente. Esses grupos frequentemente evocam narrativas de cruzadas modernas em defesa de valores cristãos. No Brasil, o termo "cristofobia" tem sido utilizado por setores conservadores, incluindo a bancada evangélica, como estratégia política para mobilizar eleitores, embora especialistas apontem que a perseguição religiosa contra cristãos no país é praticamente inexistente.
Jornalistas e analistas destacam que, embora a perseguição aos cristãos seja uma realidade em regiões como o Oriente Médio, a narrativa de perseguição em sociedades ocidentais pode exagerar ou distorcer conflitos culturais.

## Impacto cultural
O complexo de perseguição cristã influenciou a cultura popular, especialmente em filmes como a série Deus Não Está Morto, que retratam cristãos enfrentando oposição secular. Críticos, como David Ehrlich, argumentam que essas produções reforçam a narrativa de vitimização ao retratar cristãos como alvos de um sistema secular hostil. No Brasil, o discurso de "cristofobia" também aparece em análises de mídia evangélica, como na cobertura de eventos como a Parada do Orgulho LGBT, onde é usada para reforçar a percepção de hostilidade cultural.